# Lacková
Lacková es un municipio del distrito de Stará Ľubovňa en la región de Prešov, Eslovaquia, con una población estimada a final del año 2024 de 164 habitantes.
Se encuentra ubicado al noroeste de la región, cerca del río Poprad (cuenca hidrográfica del río Vístula) y de la frontera con  Polonia.

## Demografía
| Año        | 1994 | 2004    | 2014    | 2024    |
| ---------- | ---- | ------- | ------- | ------- |
| Población  | 175  | 172     | 167     | 164     |
| Diferencia |      | −1,71 % | −2,90 % | −1,79 % |

| Año        | 2023 | 2024    |
| ---------- | ---- | ------- |
| Población  | 158  | 164     |
| Diferencia |      | +3,79 % |